# Maciej Awiżeń
Maciej Mirosław Awiżeń (ur. 30 kwietnia 1972 w Bystrzycy Kłodzkiej) – polski polityk i samorządowiec, w latach 2010–2023 starosta powiatu kłodzkiego, w latach 2023–2024 wojewoda dolnośląski.

## Życiorys
Syn Mirosława Awiżenia, dziennikarza, wydawcy i poety. Absolwent wiedzy o kulturze na Uniwersytecie Wrocławskim. Od 1993 do 1998 był dziennikarzem w tygodniku „Gazeta Prowincjonalna Ziemi Kłodzkiej”. W latach 1993–2004 był starszym instruktorem w Centrum Edukacji Kulturalnej w Kłodzku. Współtworzył grupę poetycką „662”; wspólnie z Krzysztofem Papisem wydał tomik wierszy pt. Zbieg z okoliczności (1990). Prowadził również własną działalność gospodarczą.
W kadencji 1998–2002 po raz pierwszy zasiadał w  radzie miejskiej w Kłodzku. Wstąpił do Platformy Obywatelskiej, był przewodniczącym jej koła w Kłodzku, od 2006 kierował biurem poselskim Jakuba Szulca. W 2006 powrócił do rady miejskiej, w której objął funkcję wiceprzewodniczącego. W 2009 powołany na stanowisko etatowego członka zarządu powiatu kłodzkiego. W 2006 i 2010 bez powodzenia ubiegał się o urząd burmistrza Kłodzka. W 2010, 2014 i 2018 uzyskiwał mandat radnego powiatu. 2 grudnia 2010 wybrany przez radnych na funkcję starosty powiatu kłodzkiego. Utrzymywał to stanowisko po wyborach w 2014 i 2018.
W grudniu 2023 został powołany na urząd wojewody dolnośląskiego. W listopadzie 2024 odwołano go z tego stanowiska.